# Теннис на летних Олимпийских играх 1988
Соревнования по теннису на XXIV летних Олимпийских играх прошли с 20 сентября по 1 октября. 129 спортсменов из 38 стран разыграли четыре комплекта наград.

## Общая информация
Соревнования по теннису вернулись в медальную программу игр впервые с 1924 года. По принятому регламенту комплекты олимпийских медалей были разыграны для четырёх разрядов: одиночных и парных (среди мужчин и женщин). Дополнительные матчи за бронзовые медали решено было не проводить: младший комплект медалей получили теннисисты, проигравшие в полуфинальных играх.
МОК и ITF, повышая уровень соревнования, договорилась с мужским и женским профессиональными турами о включении олимпийского турнира в их календарь, однако не смогли урегулировать вопрос с наградной системой: в итоге участники чемпионата не получили за свои выступления ни призовых денег, ни рейтинговых очков.

## Медали

### Общий зачёт
| Общее количество медалей |              |        |         |        |       |
| Место                    | Страна       | Золото | Серебро | Бронза | Всего |
| 1                        | США          | 2      | 1       | 2      | 5     |
| 2                        | Чехословакия | 1      | 1       | 1      | 3     |
| 3                        | ФРГ          | 1      | 0       | 1      | 2     |
| 4                        | Аргентина    | 0      | 1       | 0      | 1     |
| 4                        | Испания      | 0      | 1       | 0      | 1     |
| 6                        | Швеция       | 0      | 0       | 2      | 2     |
| 7                        | Австралия    | 0      | 0       | 1      | 1     |
| 7                        | Болгария     | 0      | 0       | 1      | 1     |

### Медалисты
| Категория                | Золото                            | Серебро                                    | Бронза                                         |
| Мужской одиночный разряд | Милослав Мечирж Чехословакия      | Тим Майотт США                             | Стефан Эдберг Швеция                           |
| Мужской одиночный разряд | Милослав Мечирж Чехословакия      | Тим Майотт США                             | Брэд Гилберт США                               |
| Женский одиночный разряд | Штеффи Граф ФРГ                   | Габриэла Сабатини Аргентина                | Зина Гаррисон США                              |
| Женский одиночный разряд | Штеффи Граф ФРГ                   | Габриэла Сабатини Аргентина                | Мануэла Малеева Болгария                       |
| Мужской парный разряд    | США · Кен Флэк · Роберт Сегусо    | Испания · Эмилио Санчес · Серхио Касаль    | Чехословакия · Милослав Мечирж · Милан Шрейбер |
| Мужской парный разряд    | США · Кен Флэк · Роберт Сегусо    | Испания · Эмилио Санчес · Серхио Касаль    | Швеция · Стефан Эдберг · Андерс Яррид          |
| Женский парный разряд    | США · Зина Гаррисон · Пэм Шрайвер | Чехословакия · Яна Новотна · Хелена Сукова | ФРГ · Штеффи Граф · Клаудиа Коде-Кильш         |
| Женский парный разряд    | США · Зина Гаррисон · Пэм Шрайвер | Чехословакия · Яна Новотна · Хелена Сукова | Австралия · Элизабет Смайли · Венди Тёрнбулл   |

## Спортивные объекты
Местом проведения соревнований был Seoul Olympic Park Tennis Center, официально введённый в строй в 1986 году.

## Квалификация
Отбор на турнир проводился исходя из нескольких критериев:
- часть теннисистов заявлялась на турнир исходя из их позиций в рейтинге за несколько недель до турнира.
- часть теннисистов пробилась на турнир, пройдя специальный региональный квалификационный турнир.
- часть теннисистов получила специальные приглашения от организаторов, исходя из того, чтобы в турнире были представлены как можно больше стран с относительно слабым уровнем развития тенниса, а также чтобы в сетку попали хотя бы несколько спортсменов из восточноазиатского региона.